# Lleó marí de Nova Zelanda
El lleó marí de Nova Zelanda (Phocarctos hookeri) és una espècie d'otàrid. És l'única del gènere Phocarctos.
No se l'ha de confondre amb l'os marí de Nova Zelanda (Arctocephalus forsteri). És bastant proper al lleó marí australià (Neophoca cinerea) i a vegades se'ls ha considerat com a única espècie.